# Pritiví

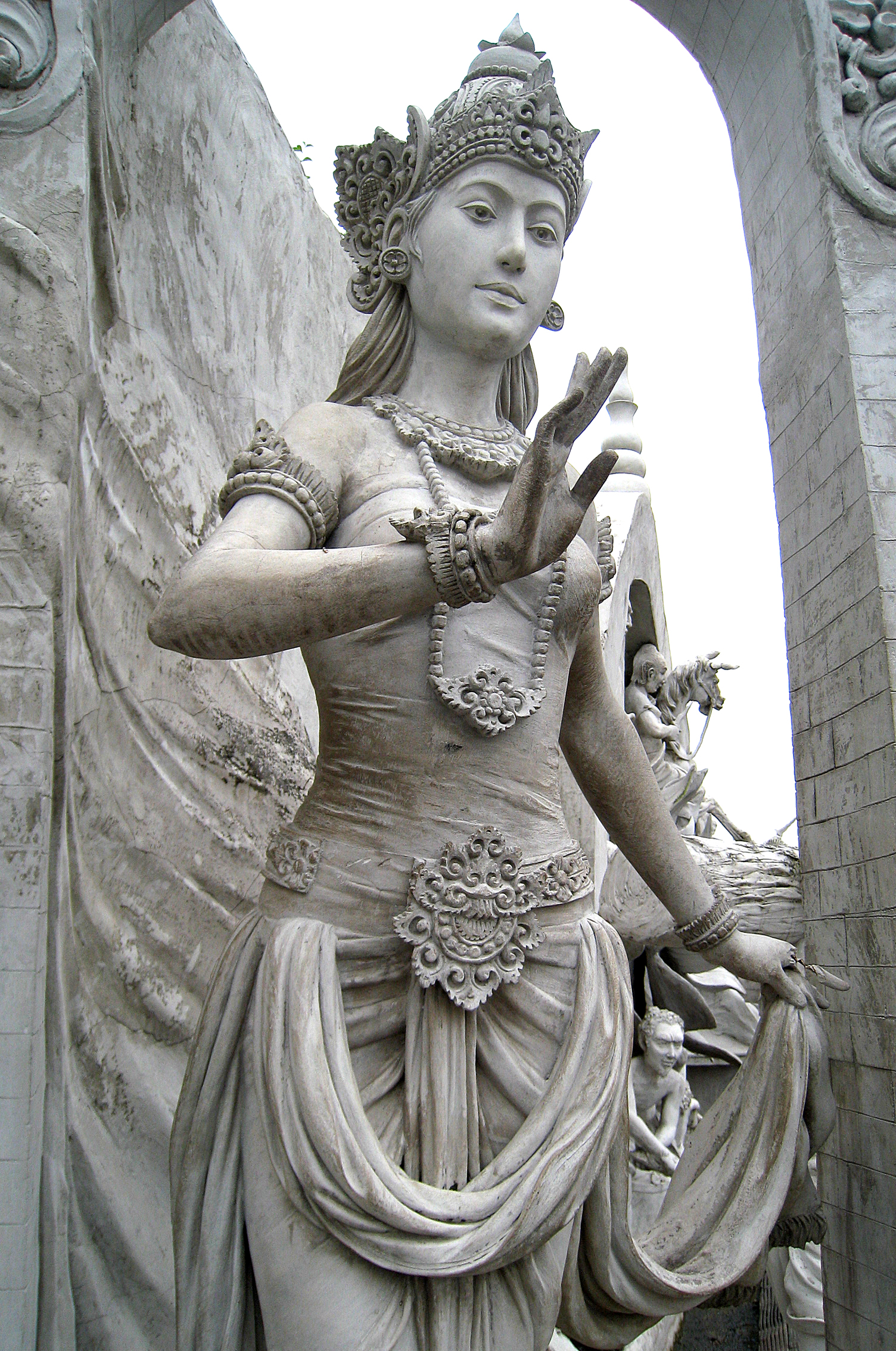
Pritiví

En el marco del hinduismo, Prituí[cita requerida] o Pṛthvī era el nombre de la diosa del planeta Tierra y una diosa madre.
- pṛthvī, en el sistema AITS (alfabeto internacional para la transliteración del sánscrito).
- पृथ्वी, en escritura devánagari del sánscrito.
- Pronunciación: /pr̩tʰví/

Otra variante:
- pṛthivī[cita requerida], en el sistema AITS.
- पृथिवी, en escritura devánagari del sánscrito.
- Pronunciación: /pritiví/ o /pritjiví/

Según una tradición es la personificación del planeta Tierra, y según otra es su madre, siendo prithuí tattua, la esencia del elemento tierra. Prithuí es también llamada Dhra, Dharti, Dhrithri, que significa ‘que sostiene todo’. Como Prithuí Deví, ella es una de las dos esposas del dios Visnú (siendo la otra Laksmí’). Incluso Prithwí sería otra forma de Laksmí.
Otro nombre para ella es Bhumi, Bhudevi, o Devī Bhuma.
Como Mata Prithuí es la ‘Madre Tierra’, que se contrapone a Dyaus Pita ‘padre cielo’. En el Rig vedá, se nombra con frecuencia a la Tierra y al Cielo como lo dual, lo que indica posiblemente la idea de dos mitades complementarias. 
Ella es la esposa de Diaus Pitá (padre Cielo). La creencia generalizada de que estos dos eran originalmente una deidad única parece ser errónea. 
Ella es la madre de Indra y Agní.
Según una tradición, cuando Indra mató a Dyaus Pita, ella aplaudió y se casó con él. Ella está asociada a la vaca. 
El rey Prithu, una encarnación del dios Visnú, ordeñó a Prithuí en forma de vaca para conseguir alimentos para todo el mundo.

## Epítetos de Prithuí

### Como proveedora
- Bhumi (‘suelo’)
- Dhatri (‘madre nutriente’)
- Dharitri (‘nutriente’)
- Medini (‘nutricia’)
- Prisni (‘madres de las plantas’)
- Vanaspatinam Gribhir Osadhinam (‘útero del bosque, árboles y hierbas’)
- Viswadhaia (‘nutriente de todo el mundo’)
- Viswa garbha (‘útero del mundo’)
- Viswa amshu (‘productora de todo’)
- Vivaswám (‘fuente de todo’)
- Yanitra (‘lugar de nacimiento’)

### Como sostenedora
- Dhra (‘sostenedora’)
- Dridha (‘fija’)
- Ksama (‘paciente’)
- Sthavara (‘estable’)
- Visdava (‘omnipenetrante’)
- Viswa Dharini (‘apoyo de todos’)
- Viswambara (‘apoyo de todos’)

### Como enriquecedora
- Ratna Garbha (‘útero de joyas’)
- Ratna Vati (‘que posee joyas’)
- Vasundhara (‘que sostiene los tesoros’)

## En el budismo
Prithwí también aparece en el budismo temprano, en la que aparece en el Canon Pali, disipando la figura de la tentación (Mara) al atestiguar la capacidad de Gautama Buda para alcanzar la iluminación.